# Festung Königshofen
Die Festung Königshofen ist eine ehemalige Burganlage und spätere Schlossanlage an der Nordostecke der Altstadt (Kellereistraße 61) von Bad Königshofen im Grabfeld im Landkreis Rhön-Grabfeld in Bayern.

## Geschichte

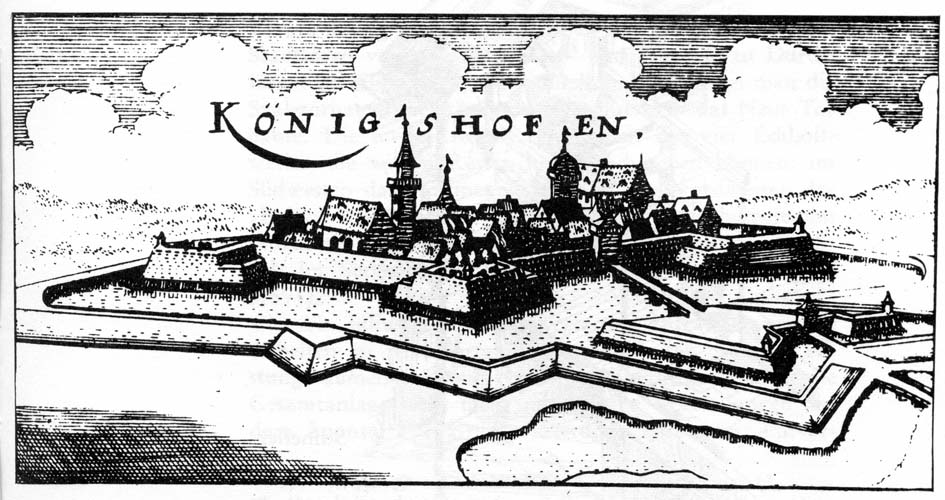
Festung Königshofen im 17. Jhd.

Die 1245 erwähnte Burg war vermutlich im Besitz der Ortsherren, der Grafen von Henneberg. 1518–20 wurde die Burg durch die Fürstbischöfe Lorenz von Bibra und Konrad II. von Thüngen zu einem Schloss umgebaut. Es ist ein zweigeschossiger dreiflügeliger Bau mit traufständigem Hauptflügel in Werkstein, Satteldach mit Treppengiebeln und niedrigeren Hofflügeln in Bruchstein. Vermutlich wurde das Schloss bei einem Stadtbrand 1562 beschädigt. Die Festung blieb als  Würzburger Amtsschloss bis 1803 im Besitz des Würzburger Hochstifts und wurde danach geschleift. 1856 wurde an der Stelle des Schlosses das Rentamt errichtet mit verbauten Schlossresten.
Von der ehemaligen Burganlage ist nur noch ein Wallrest erhalten.

## Personen
- Der Festungskommandant Franz Anton von Dalberg (* 16. Oktober 1669; † 27. Februar 1725[1], bestattet in Königshofen[2]) war ein Sohn des Reichskammergerichtspräsidenten Philipp Franz Eberhard von Dalberg (1635–1693) und dessen Frau, Anna Katharina Franziska von Dalberg (1644–1679), einer Tochter von Johann XXV. von Dalberg (zu den Verwandtschaftsverhältnissen siehe hier). Franz Anton war zunächst von 1680 bis 1711 Domherr in Speyer, trat dann von diesem Amt zurück und wurde Generalmajor und Kommandant der Festung Königshofen.